# شين أكوام
شين أكوام (بالإنجليزية: Shane Heaps)‏ (مواليد 1971) هو ملاكم تونغي، مثّل بلاده في الألعاب الأولمبية الصيفية 1996.

## روابط خارجية
شين أكوام على موقع أوليمبيديا (الإنجليزية)